# Sveti Nikola (hora)
Sv. Nikola (626 m n. m.) je nejvyšší hora chorvatského ostrova Hvar. Na jejím vrcholu se nachází kaple svatého Mikuláše, kterou v roce 1487 nechal vystavět Matij Ivanić. Od roku 1998 se zde rovněž nachází kamenný kříž, který byl vystavěn u příležitosti výročí Hvarsko-bračsko-višské diecéze.